# Ceracis palaceps
Ceracis palaceps is een keversoort uit de familie houtzwamkevers (Ciidae). De wetenschappelijke naam van de soort werd in 1942 gepubliceerd door Zimmerman.